# Cedric Harenbrock
Cedric Harenbrock (* 19. April 1998 in Wuppertal) ist ein deutscher Fußballspieler. Der Mittelfeldspieler steht  bei Hansa Rostock unter Vertrag.

## Karriere

### Jugendfußball
In der Jugend lernte Cedric Harenbrock das Fußballspielen beim SV Bayer Wuppertal in seiner Heimatstadt Wuppertal, ehe er in die Jugend des Wuppertaler SV wechselte. Mit 10 Jahren erhielt er eine Einladung zum Probetraining bei Bayer 04 Leverkusen, die ihn anschließend auch für ihre D-Jugend-Mannschaften verpflichtet haben. Bei Bayer durchlief Harenbrock alle Jugendmannschaften und absolvierte 17 Bundesligaspiele für die U17 und 32 Bundesligaspiele für die U19. Mit der A-Jugend spielte er ebenfalls zwei Saisons in der UEFA Youth League, in der er in der Saison 2016/17 auch 4 Spiele absolvierte.
Im September 2014 wurde Harenbrock erstmals für die deutsche Nationalmannschaft der U17-Junioren nominiert und debütierte bei einer Länderspielreise nach Österreich beim zweiten Spiel am 21. September gegen den Gastgeber. Im Oktober 2014 wurde er ein weiteres Mal nominiert und kam gegen Spanien zum Einsatz.

### Männerfußball
Nach seiner Juniorenzeit wechselte der 19-jährige Harenbrock im Sommer 2017 in die 1. Mannschaft von Rot-Weiss Essen. Bei RWE unterschrieb er zunächst einen 1-Jahres-Vertrag. Bereits in den ersten Wochen der Saison 2017/18 verletzte sich Harenbrock nach seinem ersten Pflichtspieleinsatz im August 2017 und musste zwei Monate pausieren. In der derselben Saison erlitt er zudem im April 2018 während des Spiels gegen den FC Viktoria Köln einen Kreuzbandriss, sodass er erneut mehrere Monate pausieren musste. Trotz seiner Verletzungen verlängerten die Verantwortlichen an der Hafenstraße nach der abgelaufenen Saison seinen Vertrag um ein weiteres Jahr.
In der Folgesaison erlitt er erneut einen Kreuzbandriss, der eine halbjährige Pause bedeutete. Hierdurch kam er zu keinem einzigen Pflichtspieleinsatz in der Saison 2018/19 sowie der Saison 2019/20. Nach einer längeren verletzungsfreien Zeit konnte sich Harenbrock in der Saison 2020/21 endlich als Stammspieler etablieren. Mit Rot-Weiss Essen zog er in dieser Saison ins Viertelfinale des DFB-Pokals ein und stieg in der Folgesaison 2021/22 in die 3. Liga auf.
Zur Saison 2024/25 schloss er sich Hansa Rostock an.

## Erfolge
Rot-Weiss Essen
- Sieger Niederrheinpokal: 2019/20
- Meister der Regionalliga West: 2021/22